# Elliott Smith
Steven Paul "Elliott" Smith (ur. 6 sierpnia 1969, zm. 21 października 2003) – amerykański muzyk.
Uważany jest za jednego z najwybitniejszych twórców amerykańskiej sceny alternatywnej lat ‘90. Jego twórczość określano bardzo często mianem folk-punku. Wypracował własny, charakterystyczny sposób śpiewania, który określił jako „whispery, spiderweb-thin delivery”.
Jego głównym instrumentem była gitara, lecz grał również m.in. na perkusji, basie, klarnecie i pianinie. 
Elliott Smith został w 1997 roku nominowany do nagrody Oscara za piosenkę ‘Miss Misery’ pochodzącą z przeboju kinowego ‘Good Will Hunting’, w którym występowali m.in. Robin Williams, Ben Affleck i Matt Damon. Ostatecznie nie zdobył nagrody.

## Śmierć
21 października 2003 roku, po kłótni z narzeczoną, Smith odebrał sobie życie zadając sobie 2 ciosy w klatkę piersiową nożem kuchennym.
Elliott Smith przez całe swoje życie zmagał się z uzależnieniem alkoholowym.

## Dyskografia
| Data                 | Album                       | Wydawca                              |
| -------------------- | --------------------------- | ------------------------------------ |
| 14 lipca 1994        | Roman Candle                | Cavity Search Records Domino Records |
| 21 lipca 1995        | Elliott Smith               | Kill Rock Stars Domino Records       |
| 25 lutego 1997       | Either/Or                   | Kill Rock Stars Domino Records       |
| 25 sierpnia 1998     | XO                          | DreamWorks                           |
| 18 kwietnia 2000     | Figure 8                    | DreamWorks                           |
| 19 października 2004 | From a Basement on the Hill | ANTI-Records Domino Records          |
| 8 maja 2007          | New Moon                    | Kill Rock Stars Domino Records       |